# Sant Iscle i Santa Victòria de Surp
Sant Iscle i Santa Victòria de Surp és l'església parroquial romànica del poble de Surp, en el terme municipal de Rialb, a la comarca del Pallars Sobirà. Pertanyia a l'antic terme del mateix nom.
Està situada fora del nucli de població de Surp, a uns 70 metres al sud-est. Té al costat sud-oest el cementiri de Surp.

## Arquitectura
Construïda a cavall dels segles XI i xii amb carreus ben treballats disposats en filades regulars, s'hi van afegir posteriorment la sagristia i les capelles laterals. Originàriament constava d'una sola nau coberta amb una estructura de fusta. A llevant està capçada per un absis semicircular amb una finestra de doble esqueixada al centre i una de lateral d'una sola esqueixada. La decoració exterior presenta fris llombard de dobles arcuacions entre lesenes.
Al costat nord s'hi alça un campanar de torre quadrat de dos pisos delimitats per arcuacions llombardes i amb finestres molt modificades. La porta d'accés actual es va obrir en època tardana. L'original, d'arc de mig punt s'aprecia des de l'interior.
Les pintures murals del seu interior, parcialment atribuïdes al Mestre del Judici Final, es conserven repartides entre el Museu Diocesà d'Urgell, el MNAC, i el Toledo Museum of Art a Ohio (EUA).

## Història
El primer esment del lloc de Surp és de l'any 1102 quan l'abat Ponç de Gerri cedia una vinya a Isarn de Caregue a canvi de la meitat del fruit i del delme. Vers el 1112, en el testament de la comtessa Eslonça apareix una donació a favor del monestir de Gerri en la qual s'esmenta un home procedent de Surp.
L'església parroquial de Sant Iscle fou visitada pels delegats de l'arquebisbe de Tarragona els anys 1314 i 1315 i era integrada al deganat de Montenartró, mentre que en la visita pastoral del 1575 pertanyia a l'oficialitat de Sort. Actualment depèn de la parròquia de Rialb.
A l'interior hi havien pintures murals que, datables a finals del segle xii, es troben actualment al MNAC.